# Pier Ugo Calzolari
Pier Ugo Calzolari (Granarolo dell'Emilia, 11 marzo 1938 – Bologna, 11 ottobre 2012) è stato un ingegnere italiano.

## Biografia
È stato professore di elettronica applicata fin dal 1969 (per poi ricevere la cattedra ordinaria nel 1979) presso la Facoltà d'Ingegneria dell'Università di Bologna.
Nel 2000, sempre presso l'Università di Bologna, è stato eletto, per la prima volta, Magnifico Rettore dell'università. Ha ricoperto un secondo mandato dal 2005 al 2009.
Ha ricevuto dalla Università di Glasgow la laurea honoris causa in Legge; mentre altre Lauree ad honorem gli sono state conferite dalle Università di San Pietroburgo e Montréal.
Oltre all'impegno universitario è stato membro del Consiglio Scientifico del Centro Internazionale di Scienze e Alta Tecnologia dell'UNIDO, ed è stato Presidente del Consiglio Scientifico dell'Istituto Materiali Speciali per l'Elettronica e Magnetismo del CNR di Parma.
È scomparso nel 2012 all'età di 74 anni dopo una lunga malattia.